# Grand Theft Auto III
Grand Theft Auto III, skraćeno: GTA III, je akcijska videoigra proizvođača DMA Designa, te izdavača Rockstar Gamesa. Prva je 3D igra u Grand Theft Auto (GTA) serijalu, a treća ukupno (peta, ako se računaju proširenja). Izdana je u listopadu 2001. za PlayStation 2, svibnju 2002. za Windows, i u studenom 2003. za Xbox. GTA III je nasljednik igre Grand Theft Auto 2, prethodnik Grand Theft Auto: Vice Cityja i nastavaka napravljenima po ovoj igri.
Radnja igre je smještena u modernom Liberty Cityju, izmišljenoj metropoli napravljenoj po New York Cityju. Protagonist je bezimeni kriminalac kojeg je izdala djevojka u pljački banke, i polako prolazi kroz kriminalne činove i zadatke da bi se suočio s njom. GTA III ima elemente trkaće igre i third-person shootera.
Koncept i vrsta igre, zajedno s 3D engineom, učinila je Grand Theft Auto III uspješnom: 2001. godine postala je najprodavanija videoigra godine i postala je sinonim za takve vrste igre. Uspjeh GTA III je bio važan faktor u daljnjem razvoju serijala; od 2008. godine, izdano je pet GTA igra s radnjom dogođenom prije GTA III izdanja. Nasilne i seksualne scene iz GTA III i nastavaka je također bio predmet rasprava i kontroverzi.
U jesen 2021. godine izašla je "remastered" verzija ove igrice zajedno s "remasterima" GTA San Andreasa i GTA Vice Cityja. Igre su izašle pod imenom Grand Theft Auto: The Trilogy - The Definitive Edition. Igre pokreće Unreal Engine.

## Igra

### Mjesto radnje
Radnja Grand Theft Auta III odvija se u izmišljenom Liberty Cityju, napravljenom po uzoru na New York City, ali sadrži i elemente drugih američkih gradova. Liberty City u GTA III je jedan od "Liberty Cityja" u serijalu, a još se nalazi u prvom Grand Theft Autu (GTA 1), Grand Theft Auto: Chinatown Wars i Grand Theft Auto IV (GTA IV). Radnja GTA III se odvija oko jeseni 2001. godine, što je vrijeme izlaska igre, 22. listopada 2001; što je navedeno na web-stranici Liberty Tree, koja je navela priču i radnju igre.
Tijekom igre, ime protagonista se ne navodi, niti se ne izgovara nijedna riječ koja bi mogla značiti njegovo ime; iako je ponekad nazivan "Kid" (dječak) ili "Fido"[1]. Međutim, na Grand Theft Auto: San Andreas, potvrđeno je da je njegovo ime "Claude", ali je u GTA:SA neigrajući lik.

### Priča
Glavni lik igre opljačka banku Liberty Cityja zajedno sa svojom djevojkom, Catalinom, i prijateljem. Dok su bježali, Catalina se okrene i kaže mu: "Žao mi je, dušo, ali ja sam ambiciozna cura, a ti ... ti si drugorazredan". Zatim ga upuca i ostavi ga da umre u uličici; prijatelj se također vidi kako leži u blizini. Uskoro postaje jasno kako je glavni lik preživio, ali je uhićen i optužen na robiju. Tijekom prijenosa u zatvor, dolazi do napada na policiju i otmice lika, kojeg su ubrzo oslobodili.
Uz pomoć izbjeglog zatvorenika, glavni lik počinje raditi kao lokalni razbojnik, podižući svoju moć radeći za bande, korumpirane policajce i medijske tajkune. Tijekom zadataka, Maria, žena lokalnog šefa mafije, počinje mu se sviđati. Šef mafije, Salvatore, postaje sumnjičav i namami igrača u smrtonosnu zamku; ali ga Maria spasi, i ostaje zajedno s njim kroz igru. Kasnije odlazi raditi za druge, uključujući Jakuze i tajkuna Donalda Lovea. Konačno, njegovi podvizi opet privuku Catalinu, sada povezanu s kolumbijskim narko-kartelom, što dovodi do otmice Marie. To mu daje priliku da se opet suoči s Catalinom, i dolazi do velike pucnjave i Catalinine smrti.

### Likovi
Uz događaje oko glavnog lika, priča, iako ne cjelovita kao u nastavcima serijal, prikazuje i razvoje sporednih likova. Većina likova se nalaze oko korupcijskih poslova, kriminala i fiktivne droge zvane "Spank", koja je ugrožavala Liberty City.
S uspjehom GTA III i njenih nastavaka, nekoliko ovih likova pojavljuju se ponovo u budućim GTA videoigrama s većim i manjim ulogama, s više osobne pozadine, poput Don Salvatorea Leonea iz obitelji, medijskog tajkuna Donalda Lovea, Phila Cassidyja, 8-Balla, Cataline i Tonija Ciprianija.
Svoje glasove za razne likove u igri posuđivali su mnogi poznati glumci. Između ostalih, to su Frank Vincent, Michael Madsen, Michael Rapaport, Joe Pantoliano, Debi Mazar, Kyle MacLachlan, Robert Loggia, Lazlow Jones i reper Guru.

## Mogućnosti
Grand Theft Auto III je nasljedio i modificirao većinu igraćih mogućnosti od svojih prethodnika, igara Grand Theft Auto i Grand Theft Auto 2, uz kombinaciju third-person shootera i trkaće igre u novom 3D engineu. Ideja o korištenju 3D enginea u tom žanru ipak nije bila inovacija; prva igra s kombinacijom akcije, pucanja, i vožnje više vozila u 3D grafici bila je računalna igra Hunter (1991). Prva takva koju je DMA Design proizveo bila je Body Harvest (1998) za Nintendo 64. Debitirao je na Nintendovom SpaceWorld sajmu videoigara 1995. godine, Body Harvest je bio revolucionaran u svoje vrijeme, ali unatoč visokim ocjenama, igra je prodana u malo primjeraka. GTA III ima elemente Body Harvesta, uz kombinaciju igara GTA serijala, s razinama, slobodom, što je bilo jedinstveno u to vrijeme (2001. godina). Kod pješačenja, igrač ima mogućnost trčanja (ali ne zna plivati), kao i korištenja oružja i borbe šakom; sposoban je i voziti sve moguće vrste vozila, (osim aviona).
Kriminalni prekršaji, poput krađe automobila, ubojstava i krađa povećavaju razinu policijske potrage za igračem. Ako igračeva "razina traženja" dosegne određenu visinu, policija, FBI, i vojska reagira. Kad igrač padne na pod zbog smrti ili uhićenja, ponovno se vraća u život u bolnici ili policijskoj postaji, ali gubi sve oružje i određeni iznos novca. Iako je ovo slično prethodnim Grand Theft Auto igrama, igrač ima neograničen "život", za razliku od ograničenog broja života u GTA 1 i GTA 2. Ova mogućnost dopušta igraču da "umire" koliko god hoće, jer je nemoguće na taj način izgubiti igru.
Veće mogućnosti u prethodnicima GTA III dopuštale su igraču zarađivanje novca pomoću izvršenja nekih zločina, što je umanjeno u GTA III, i obuhvaća samo krađe automobila, uništenja vozila i ubijanje prolaznika. Iznos igračevog novca više nije zahtjev za za otključavanje novih područja. Umjesto toga, izvršenjem zadataka i otkrivanjem priče uspijeva se otključati novo područje. Uz to, igrač se može vratiti na sva oktljučana područja igre. Međutim, kako se nova područja otkrivaju, prijašnja mjesta postaju još opasnija, zbog neprijateljstava bandi.
Prikaz i grafika igra su značajno pregledane. Kompaz s položajem igrača je zamijenjen s mini-kartom koja također prikazuje kartu grada i ključne lokacije (sigurne kuće i kontaktne točke) ili mete. Razina zdravlja i oružja se sad prikazuju u brojkama, a dodan je i 24-satni sat. Ponašanje bande se ne prikazuje u "mjeri poštovanja", kao u GTA2; umjesto toga, igračev napredak kroz igru utječe na ponašanje bande prema njemu. Kako igrač izvršava misije i zadatke za različite bande, protivničke bi bande došle prepozanti igrača i upucati ga na mjestu.
Dok su multiplayer opcije iz prijašnjih GTA igara dopuštala igranje preko računalne mreže i igranje s više igrača, GTA III je prva računalna igra s mogućnošću igranja samo jednim igračem. Kao rezultat toga, došlo je do modifikacija od treće strane, te novih proiširenja igre s dopuštenim igranjem preko mreže. Jedna od ovih modifikacija postala je poznata kao Multi Theft Auto i bila je proizvedena zajedno s ovom i budućim GTA videoigrama.

### Zadaci i okruženje
Zajedničko svojstvo GTA III i ostatka GTA serijala je znatna nelinearnost igre unutar slobodnog svjeta i okoliša Liberty Cityja. Zadaci (misije) ponuđeni igraču se dijele u dvije kategorije: jedni se temelje na priči, drugi su misije sa strane. Dok je linearni sastav igre temeljen na misijama iz priče i zahtijeva nastavak priče i otključavanje određenih područja grada, igrač može birati nastavak u svom slobodnom vremenu. Uz to, mnoge od njih nisu obvezne. Alternativno je moguće ignorirati osnovne zadatke i igrati samo one sa strane. Ako igrač zatraži taksi, može ući kao pješak i dovesti se do drugog kraja grada za određeni iznos novca; vožnja vozila hitne pomoći omogućava igraču da pokupi ozljeđene osobe i odveze ih do bolnice za novac. Slični zadaci dostupni su s policijom i vatrogascima. Međutim, ako igrač želi, može jednostavno izbjegavati misije i istraživati grad, krasti i voziti se automobilima, gaziti prolaznike, te izbjegavati i bježati od policije.
Dok su njegovi prethodnici imali kratke neigraće scene da bi se dopunili zadaci, GTA III je znatno proširio ovu mogućnost, puštajući scene kad bi igrač ušao u kontaktnu točku i tijekom određenih zadataka. Neigraće bi scene služile za više potreba: kao vizualno pripovijedanje priče, kao vodič kroz misije, i kao vizualna odredba scene i svrhe zadatka. Tijekom igranja, ažuiranje misija i poruke su prikazani kroz tekstualne upute, prikazane poput titlova na ekranu, rijetko i na igračevu pageru, slično kao na GTA 1. GTA III također sadrži jednokratni izazov s uputama, da bi se upoznao s kontrolama i značajkama igre.

### Oružje
Asortiman oružja u igri sadrži se od vatrenih oružja i eksploziva, uz udarce šakom i bejzbolskom palicom. Oružja su jako slična onima iz GTA1 i GTA2, kao što su M1911, Micro Uzi, AK-47, M16A1, raketni bacač, bacač plamena iz GTA1, te puška i bacačka oružja (molotovljev koktel i ručna bomba) iz GTA2.  Trodimenzionalno okruženje GTA III omogućuje first-person shooter elemente, uključujući upotrebu snajpera, M16A1 i raketnog bacača. Omogućeno je i pucanje iz automobila (drive-by shooting) korištenjem Micro Uzi-ja, a oružja s magacinom moraju se napuniti metcima kad se istroše. Osim toga, određeno rukovanje oružjem ograničava pokret. Oružja se mogu kupiti od loklanih prodavača vatrenih oružja ili biznismena, ili uzeti od ubijenih članova bandi, posebnih likova u zadatku i policajaca, ili se jednostavno mogu pokupiti na nekim dijelovima grada,a ulici chinatown može se naći auto s nitrom.
Sve GTA III verzije omogućuju automatsko ciljanje korištenjem gamepada s pritiskom na gumb, ljudske se mete drže na nišanu vatrenih oružja, s izuzetkom snajpera M16A1 i raketnog bacača, koji zahtijevaju korištenje analogne tipke ili miša kad igrač pritišće gumb za auto-ciljanje. Verzija za Microsoft Windows uključuje dodatnu sposobnost gledanja okolo i slobodnog ciljanja pomoću miša; ove kontrolne razlike vidljiv su u konzolama i Microsoft Windows portovima Grand Theft Auto: Vice Cityja i Grand Theft Auto: San Andreasa.

## Radio-postaje i ostali mediji
Jedna od suptilnijih mogućnosti igre je raznovrsnost radio-postaja. Postaje (stanice) sadrže glazbu posebno napisanu za igru (kao i mnoge pjesme iz prijašnjih GTA igara), ali i licenciranu glazbu, neke su izvađene iz određenih glazbenih albuma; ova kombinacija odvaja GTA III od prethodnika, koji su sadržavali samo posebnu glazbu igre. Neke od ovih radio-stanica su namijenjene samo za emisije i talk-showove, i neki od sudionika su likovi iz igre koji se pojavljuju u zdacima, često pokazujući iste poglede i ekscentricitet koji postanu očiti igraču tijekom misija. Radio-stanica "Flashback FM" sadrži filmsku glazbu američkog filma Lice s ožiljkom, koji je imao velik utjecaj na sljedeću igru serijala, GTA:Vice City.
Uz to, online izdanje fiktivnih novina Liberty Tree, koji su prikazivali događaje u Liberty Cityju i oko njega u razdoblju od veljače do listopada 2001., bilo je dostupno nekoliko mjeseci prije izlaska igre. Ta web-stranica, koja je prikazivala kartu i podatke o igri, također je prikazivala pozadinsku priču GTA III, prizivajući da se događaji održavaju u realnom vremenu, izdavajući novine u devetomjesečnom razdoblju. Stranica uključuje i prikaz kriminalnih aktivnosti i razvoja grada (npr., završetak radova na tunelu ili rast tvrtke Love Media u gradu), te raznih oglašavanja fiktivnih proizvoda. Snimke ekrana igre izdane prije izlaska igre, te gradski okoliš i likovi, korišteni su za fotografije u određenim novinskim člancima.
Mnoge se reklame pojavljuju na radio-stanicama i Liberty Tree novinama. U nekim se oglasima spominju njihove web-stranice, poput Petsovernight.com. Sve su te stranice uistinu postojale; i postavljene su u igru. No, iako izgledaju vrlo slično kao prave on-line trgovine, sve su poveznice za kupovanje ili naručivanje proizvoda zapravo vodile do Rockstargames.com.

## Engine
Novi igraći engine Grand Theft Auta III, zvan "RenderWare", bio je bitna razlika od prethodnih igara GTA serijala, najviše zbog prespektive iz prvog lica, slično third-person shooter i trkaće igre, i unaprijedio je uličnu grafiku. Igra nudi još nekoliko opcija za pogled, uključujući i filmski izgled i ptičju perspektivu, koja je bila prisutna kod prijašnjig GTA igara (mogućnost ptičje perspektive u sljedećim igrama nije omogućena, pa je GTA III posljednja igra koja uključuje pogled odozgo prema dolje). U verzijama ostalih konzola, rezolucija igre određena je konzolom, dok Microsoft Windows verzija dopušta rezoluciju do 1600 od 1200 piksela.
Okruženje igre je prikazan kroz opsežnu razinu detalja (LOD), što igri daje mogućnost prikaza objekata u višim mnogokutnim točkama (poligoni - uključujući vozila, građevine i zemljišta) ili manje točke (poput uličnog namještaja i sl.), dok su udaljena područja prikazana manjim poligonima i detaljima. Kao takva, razina detalja pomaže GTA III u prikazivanju većeg okruženja s višom udaljenošću crteža, dok osigurava da igraće performanse ostanu optimalne. Za vrijeme putovanja kroz grad, igra neprekidno mijenja modele raznih detalja kako se igrač miče od jednog područja do drugog. Međutim, kada igrač putuje do drugog otoka, igra zahtjeva učitavanje detaljnih modela cijelog otoka, kao i učitavanje manje detaljnih modela kod napuštanja otoka, zahtijevajući bitno više vremena za obradu; u postupku igra kratko prikazuje "Dobrodošli u..." natpis, prije nego što se igra nastavi.
Kao i okruženje, vozila i prolaznici su prikazani u punom 3D modelu, slično ravnim odozgo-prema-dolje Spriteovima (sprajtovi dio računalne grafike) korišteni u prethodnim igrama. Vozila i pješaci su konstruirani zasebnim poligonima sa središnjom "jezgrom" (kotači, motor, šasija, tijelo vozila, kao i tijela pješaka). Sustav oštećenja vozila događa se na manjim dijelovima, poput vrata, prednjeg dijela i branika, kao neoštećeni, oštećeni ili nestali, ovisno o sudarima vozila; jezgra svih vozila ostaje vizulano nepromijenjena unatoč velikoj šteti. Kako su pješaci u GTA III konstruirani različitim dijelovima poligona (udovi, glava i trup), moguće je vidjeti udove ili glavu prolaznika (korištenjem vatrenog oružja i eksploziva).
Kako igra simulira ciklus od 24 sata, uključujući i promjene vremena, njen engine također zahtjeva simulaciju dana i noći, kao i vremenske prilike. Ovo je dobiveno okruživanjem vizualnih efekta i detalja u skladu s vremenom i danima. Prisutni su i drugi manji detalji, poput duge, mokrih ulica nakon kiše, i kretanje sunca od istoka prema zapadu tijekom dana.
GTA III je prva videoigra u serijalu koja koristi zamagljeno brzo kretanje (pod nazivam "Trails" u Microsoft Windows, Playstation 2 i Xbox verzijama), s poluprozirnim predstavljanjem posljednjeg video-kadra u igri; ova se mogućnost mogla isključiti da bi se ubrzalo dovršenje igre.

## Izmjene i posljedice 11. rujna
Prije konačnog izdanja igre 2001. godine, došlo je do nekoliko modifikacija i poboljšanja Grand Theft Auta III. Izmjene su očigledno služile kao promotivni materijal. Dok su rezovi i izmjene česti tijekom proizvodnje videoigara, izmjene u GTA III su obilježene kao napravljene u vrijeme oko napada 11. rujna 2001.; što je vodilo do nagađanja mnogih gamera da su bar neke promjene povezane s napadima. Međutim, malo je otkriveno o kakvim se izmjenama radi i kad su napravljene, Sam Houser, predsjednik Rockstar Gamesa (sa sjedišem na Manhattanu, New York City), je 19. rujna 2001. izjavio da će recenzije za GTA III biti izdane, uz najavu odgode izdavanja igre na tri tjedna (prvotni je datum izlaska bio, prema Houseru, 2. listopada 2001.):
Jedina očita promjena na igri koja je bila predložena je promjana boje na policijskim automobilima nakon 11. rujna. Prijašnja shema boje bila je plava s bijelim linijama (kao na slikama i priručnoj karti) posebno sličan automobilu Newyorške policijske uprave (NYPD). Shema boje na Liberty City policijskom automobilu je modeliran u obični crno-bijeli dizajn koji je prisutan kod svih policijskim upravama SAD-a poput onih iz Los Angelesa i San Francisca. Snimke ekrana igre izdani prije izlaska igre na službenaoj web-stranici prikazuju promijenjene policijske automobile, otprilike tjedan dana nakon 11. rujna. Grand Theft Auto: Liberty City Stories i Grand Theft Auto IV ponovo prikazuju automobile NYPD-a (prošle i sadašnje), nekoliko godina nakon izdanja GTA III.
Druga je izmjena brisanje Darkela, jednog od likova u završnoj igri. Spomenut u ranijim recenzijama i web-stranicama videoigre, Darkel je bio revulucionarni vandal koji je obećavao srušiti gradsku ekonomiju. Jedna je misija uključivala krađu kombija sa sladoledom zbog privlačenja pozornosti prolaznika, kao i bombiranja kombija (ovaj je zadatak kasnije dao El Burro u završnoj verziji igre umjesto zadatka s ubijanjem članova bandi). Darkel je obično davo misije s divljanjima i vandalizmima, čak je imao snimljen glas za ove dijelove. Rockstar je kasnije odlučio da će će se vratiti na originalni sustav s vandalizmom kao u Grand Theft Autu i Grand Theft Autu 2. Iako je Darkel sa svojim zadacima izbrisan na neodređeno vrijeme, ostao je naveden u popisima likova igre, kao i na podatkovnim datotekama GTA III. Još jedan podsjetnik Darkelova postojanja je napušteni tunel u gradu, povezan s njim na službenoj stranici, te uključuje četiri beskućnika s molotovljevim koktelima. Tunel i beskućnici se pojavljuju u završnoj verziji igre.
Avion "Dodo", jedini avion s mogućnosšću letenja u igri, također je bio tema mnogih rasprava; krila aviona su bila znatno kraća, a onemogućena je kontrola aviona s normalnim krilima koja se može vidjeti iznad grada. No avion, mjesecima prije 11. rujna, imao je kratka krila, što je vidljivo u slikama s Game Informera (95. izdanje), koji navodi kako je avion korišten u (sada poništenom) zadataku gdje se avion u kratkom letu podiže visoko da bi otkrio neke neistražene dijelove grada. Dodo je jako težak za kontroliranje, obično je korišten za kratke letove (iako je, uz neke vještine, moguće stalno letjeti iznad Liberty Cityja).
Ostale su promjene uključivale zaustavljanje odabira pojedinih modela likova korištenjem koda (šifre za poboljšanje igre), što omogućuje spomenutu nemogućnost udaranja udova drugih likova, osim u PS2 verziji GTA III (iako je i to omogućeno kodom), sa starijim prolaznicima sa štakama, školskom djecom u prolazu (iz UK izvješća GameSpota i fan-stranice Gouranga) i školski autobus (vidljivo u osam snimaka igre).

## Reakcije
| Nagrade                              | Nagrade                                                                                                   |
| ------------------------------------ | --- |
| GameSpot: Najbolje i najgore u 2001. | Najinovtivnija igra, Najbolja akcijska/avanturistička igra, Najbolja PlayStation 2 igra, Videoigra godine |
| IGN: Najbolje u 2001.                | Najbolja PlayStation 2 akcijska igra (izbor urednika i čitatelja), PlayStation 2 igra godine              |
| GamePro                              | Urednikov izbor                                                                                           |
| Electronic Gaming Monthly            | Zlatna nagrada                                                                                            |

Nakon izlaska igre, Grand Theft Auto III je dobio vrlo pozitivne ocjene; dok su spominjani manji problemi s grafikom, svojstvima i kontrolom. Mnoge gaming web-stranice prikazale su GTA III kao revolucionarnu videoigru. S ocjenama 9.6/10 od IGN-a i GameSpota, 8/10 od Edgea, 10/10 od službenog PlayStation magazina za SAD, 94 od GameSpya i solidnu ocjenu od 95%, prema Game Rankingsu, igra je osvojila nekoliko nagrada, poput one za najbolju konzolsku igru godine prema GameSpotu, ili igru godine prema GameSpyu i Cheat Code Centralu, kao i za najbolju akcijsku igru godine prema IGN-u. Prosječna ocjena igre je 97% na Metacriticu i izjednačena je s Tony Hawk's Pro Skater 3 za najviše rangiranu igru u povijesti PlayStationa 2. Navedena je i u popisu najvećih igara svih vremena prema GameSpotu.
GTA III je neočekivano postao veliki hit na početnoj cijeni od 49,95 USD i postala je najprodavanija videoigra u SAD-u 2001. godine. Kosnije je cijena smanjena na $19.95 kao dio Sonyjeva "Greatest Hits" programa, i nastavila je sjajnu prodaju i postaje druga najprodavanija igra 2002. godine, iza svog nasljednika, Grand Theft Auto: Vice City. GTA III je spojen s Vice Cityjem za Xbox Double Pack, koji je dosegao visoku prodaju tijekom prosinca 2003. godine, iako je tada bila već dvije godine stara. Uspjeh Double Packa (dvostruko pakovanje) za Xbox ostvaren je zbog nekoliko faktora; jedan su kritičke pohvale i kontroverzni sadržaj, zatim grafička poboljšanja za Xbox, i posjedovanje dvije igre u jednoj, što je dovelo do dobivanja nagrade za najvrjedniju igru prema mišljenju GameSpya.
Od 26. rujna 2007., Grand Theft Auto III je prodan u preko 12 milijuna kopija diljem svijeta, kako navodi Take-Two Interactive. Od 26. ožujka 2008., Grand Theft Auto III je prodan u preko 14.5 million košija, prema podacima Take-Two Interactivea.
Iako je Grand Theft Auto serijal bio hit i prije izdanja GTA III, ovo je bila prva igra s međunarodnim uspjesima po cijelom svijetu. Uspjeh igre bio je dvjema konzolskim verzijama, kao i u Microsoft Windows nastavcima (Vice City, San Andreas), koji su nastavljali uspjeh GTA III, kao i tri dodatne ručne-konzolske igre (Grand Theft Auto Advance, Liberty City Stories i Vice City Stories). Nova generacija u serijalu, Grand Theft Auto IV, izdana je 29. travnja 2008.
GamePro je kasnije nazvao GTA III najvažnijom igrom svih vremena, zbog elemenata igre koji su prvi put upotrebljni i postali revolucionarni dio videoigraće industrije. Isto tako je i IGN smjestio GTA III među 10 najutjecajnih igara ikad.
Kritičari videoigara koriste izraz "GTA klon" za opis igara koji su pokušali imitirati ograničenost prostora za vrijeme igranja GTA III.
2009. godine, Game Informer je GTA III smjestio na četvrto mjesto liste 200 najbljih videoigara svih vremena, kazavši da je "promijenio čitav svijet videoigara sa svojima otvorenim slobodnim svijetom". GamesRadar ju je nazvao 'najvažnijom igrom desetljeća'.

## Kontroverze
Grand Theft Auto III je bio i ostao kontroverzan zbog nasilnog i seksualnog sadržaja, te sa, po mnogima, uvredljivim sadržajima od samog izdanja. Mnoge su kritike hipotetizirale da ako djeca igraju GTA III, mogla bi dobiti poremećaj u ponašanju prema ostalima.
Za primjer nasilja u videoigrama, mnogi TV proigrami prikazuju upravo vido-isječke GTA III, gdje glavni lik puca u prolaznike i diže u zrak policijske automobile. Igrač je nagrađen zbog raznih ilegalnih i nemoralnih zadataka i činova, poput krađe automobila, druženja i seksualnog odnosa (podrazumjeva se) s prostitutkama, zatim njenog ubijanja i krađe novca.
Zbog GTA III, lanac maloprodajnih trgovina Wal-Mart najavio je da od tada provjerava igre rangirane "M" (17+) i tko ih kupuje, tj. da osobe mlađe od 17 godine ne smiju kupiti igru.
Nakon prvog izlaska u Australiji, igra je na jedno vrijeme zabranjena i u prodaju je puštena cenzurirana verzija. Ključni razlog zašto je zabranjena bilo je Rockstarovo nedonošenje igre na procjenu australijskog instituta za klasifikaciju filma i litrature (OFLC), institucije koja, između ostalog, ocjenuje videoigre prema njenom sadržaju. U nedostatku odgovarajućeg R18+ rejtinga (najveći je rejting MA15+), igri je odbijena klasifikacija i poništena je prodaja jer su vjerovali da je igra neodgovarajuća za mlade. Australija ni danas nema R-ocjenu za videoigre iako ju ima u filmskim ocjenama. Između ostalih stvari, cenzurirana verzija je izbrisala mogućnost traženja prostitutki.
Dok je australska verzija nasljednika, Grand Theft Auto: Vice City cenzurirana od strane Rockstar Gamesa, sljedeći nastavak Grand Theft Auto: San Andreas nije, koji je većinom sa sadržajem za zrelije osobe (iako je kasnije San Andreas odbijena klasifikacija zbog "Hot Coffee" kontroverze).
20. listopada 2003., obitelji Aarona Hamela i Kimberly Bede, dvoje djece koje su ubili tinejdžeri William i Josh Buckner (u čiji je izjavama otkriveno kao ime je GTA III bila inspiraija) pokrenule su tužbi od 246 milijuna dolara portiv izdavača Rockstar Gamesa i Take-Two Interactivea, Wal-Marta, i PlayStation 2 proizvođača Sony Computer Entertainment America. Rockstar i njegov vlasnik, Take-Two, tražili su obustavu tužbe, izjavivši u 29. listopada 2003. da su "ideje i koncepti, kao i psihološke posljedice na Bucknerse zaštitićene od prve dopunjene klauzule o govorima." Odvjetnik žrtava, Jack Thompson, to je opovrgnuo i reko da će se tužba prmjestiti u državni sud prema zakonu o zaštiti potrošača u Tennesseeja. Slučaj je, međutim, obustavljen zbog tuženikovog manjka znanja o vatrenim oružjima.

## Portovi
Šest mjeseci nakon prvotnog PlayStation 2 izdanja Grand Theft Auta III, izdane su verzije za Microsoft Windows i Xbox. GTA III je postala poznata kao prva igra koja je izdana na igraćoj konzoli prije PC izdanja. Nakon GTA III, PlayStation 2 GTA igre većinom su pratile raspored izlazaka GTA III, u kojem je port za Microsoft Windows izdana sedam-osam mjeseci nakon PlayStation 2 verzija.
Microsoft Windows verzija GTA III, izdana 21. svibnja 2002., kritizirana je zbog problema u performasu, pogotovo zbog puno boljih svojstava Vice Cityja. Problemi su nastali zbog tehničkih pogrešaka; engine je obojio sve u crtannoj udaljenost, čak i stvari skrivene iza zgrada ili drveća, dok je Vice City obojio samo vidljive dijelove. Verzija za Microsoft Windows podržava višu rezoluciju ekrana,  detaljnije teksture, kao i podešavajuću boju kože glavnog lika, te odabir glazbe u automobilu.
Xbox verzija je originalno postavljena za izlazak u proljeću 2002. godine, ali je odgođeno zbog dogovora Sonyja i Take-Two Interactivea, da je GTA serijal samo za PlayStation 2 do studenog 2004. Međutim, dogovor je dopunjen 2003. i Grand Theft Auto: Double Pack sa sadržajem GTA III i Vice Cityja je izdan za PS2 i Xbox u prosincu 2003. Double Pack verzija za Xbox je poboljšala zvukove, poligonske modele, i refleksije na Microsoft Windows i PS2 verzije. Double Pack nije izdan za MS Windows. U studenom 2005., GTA III je ponovo izdan za Xbox i PS2, sada zajedno s Vice Cityjem i San Andreasom u trilogijskoj kompilaciji, zvanoj Grand Theft Auto: The Trilogy. Nije bilo novih promjena, iako je sadržavao grafička poboljšanja Double Packa. Nintendo GameCube GTA III port je također planiran za izlazak zajedno s Xbox verzijom, ali je otkazan zbog nepoznatih razloga. Xbox verzija također sadrži MP3 reprodukciju, pomoću prebacivanja glazbe s CD-a na Xboxov tvrdi disk.
Dvije GTA III verzije za ručne konzole su također izdane. Grand Theft Auto Advance je kasnije izdan kao port Game Boy Advancea, ali ima poptuno različitu priču od GTA III. Grand Theft Auto: Liberty City Stories je 2005. godine izdan za PlayStation Portable i kasnije portiran na PS2. Igra je vjerojatno smještena u isti grad kao i GTA III, a radnja se događa u 1998. godini, tri godine prije radnje GTA III. Liberty City Stories je zadnja GTA igra koja se dođađa u Liberty Cityju u GTA III obliku, jer su Grand Theft Auto IV (2008) i Grand Theft Auto: Chinatown Wars (2009) smješteni u poptuno novom Liberty Cityju.